# Tanytarsus muticus
Tanytarsus muticus är en tvåvingeart som beskrevs av Oskar Augustus Johannsen 1905. Tanytarsus muticus ingår i släktet Tanytarsus och familjen fjädermyggor. Inga underarter finns listade i Catalogue of Life.